# Cystodermella elegans
Cystodermella elegans är en svampart som först beskrevs av Beeli, och fick sitt nu gällande namn av Harmaja 2002. Cystodermella elegans ingår i släktet Cystodermella och familjen Agaricaceae.   Inga underarter finns listade i Catalogue of Life.